# Костюк, Вадим Валентинович
Вадим Валентинович Костюк (укр. Вадим Валентинович Костюк; род. 13 августа 1974, Могилёв-Подольский, Винницкая область, Украинская ССР, СССР) — украинский дипломат. Чрезвычайный и Полномочный Посланник. Временный поверенный по делам Украины в Австрии (2007—2008). Генеральный консул Украины в Мюнхене (2012—2020). С 2020 года — Генеральный консул Украины во Франкфурте-на Майне.

## Биография
Родился 13 августа 1974 года в городе Могилев-Подольский Винницкой области — на родине матери. В возрасте двух недель Вадима перевезли в Каменец-Подольский — на родину отца. Проживал  в Старом городе. В 1991 году окончил Каменец-Подольскую среднюю школу №1 с углублённым изучением немецкого языка.
В 1996 году окончил Киевский национальный лингвистический университет.
С января 1997 по июнь 1997 года проходил курс обучения в Дипломатической школе для молодых дипломатов из стран центральной и средней Европы при Федеральном министерстве иностранных дел ФРГ. Владеет английским, русским и немецким языками.
С мая 1996 по апрель 1998 года — атташе, третий секретарь Управления Европы и Америки Министерства иностранных дел Украины.
С апреля 1998 по сентябрь 1999 года — атташе Берлинского отделения Посольства Украины в Германии, третий секретарь Посольства Украины в Германии.
С января 2002 по март 2004 года — третий, второй, первый секретарь Второго территориального управления МВД Украины.
С марта 2004 по июль 2009 года — второй, первый секретарь Посольства Украины в Австрии.
С января 2007 по сентябрь 2008 года — Временный поверенный по делам Украины в Австрии
С сентября 2009 по апрель 2012 года — Главный специалист, заведующий сектора, заведующий отдела Главного управления Государственного Протокола и Церемониала Администрации (Секретариата) Президента Украины.
С 1 мая 2012 года — Генеральный консул Украины в Мюнхене. С 30 августа 2020 года — Генеральный консул Украины во Франкфурте-на Майне.

## Дипломатический ранг
- Чрезвычайный и Полномочный Посланник 1-го класса. (август 2015)

## Награды
- Орден «За заслуги» III степени (21 декабря 2023 года) — за весомый личный вклад в развитие межгосударственного сотрудничества, плодотворную дипломатическую деятельность и высокий профессионализм[1].